# Mikołaj I z Saint Omer
Mikołaj I z Saint Omer (XII/XIII w.) – francuski rycerz, uczestnik IV krucjaty, pan feudalny ziem w Beocji.

## Życiorys
Był młodszym synem Wilhelma IV z Saint Omer i Idy z Avesnes. Był  uczestnikiem czwartej wyprawy krzyżowej. Otrzymał ziemie w Beocji i poślubił Małgorzatę Węgierską, wdowę po królu Tesaloniki Bonifacego z Montferratu. Ich synami byli: Bela z Saint Omer i Wilhelm z Saint Omer. 